# 알랭 기로디
알랭 기로디(Alain Guiraudie, 1964년 7월 15일 ~ )는 프랑스의 영화 감독, 영화 각본가이다.

## 작품 목록
- 가난한 자에게 햇살을 (2001)
- 오래된 꿈 (2001)
- 용감한 자에게 안식은 없다 (2003)
- 때가 되었다 (2005)
- 도주왕 (2009)
- 호수의 이방인 (2013)
- 스테잉 버티컬 (2016)